# Maksymilian von Waldburg-Wolfegg-Waldsee
Maksymilian Wunibald Maria Józef Serwacy von Waldburg-Wolfegg und Waldsee (ur. 13 maja 1863 w Waldsee, zm. 27 września 1950 w Chur) – arystokrata niemiecki w Królestwie Wirtembergii. Pochodził z rodu Waldburg-Wolfegg-Waldsee, katolickiej rodziny szlacheckiej książąt i hrabiów z Waldenburg w Górnej Szwabii. 

## Życiorys
Maksymilian był synem księcia Franciszka von Waldburg-Wolfegg-Waldsee (1833-1906) i księżnej Zofii (1836-1909), urodzonej jako hrabina Arco-Zinneberg. W młodości otrzymał bardzo staranne i bardzo religijne wychowanie. Większość lat szkolnych spędził w jezuickiej szkole Stella Matutina w Feldkirch, w Austrii. 
W Zielone Świątki 1892 roku w Ravensburgu odbyły się organizowane przez Stowarzyszenie Narodowe Górnej Szwabii regionalne uroczystości Dnia Katolika, którym przewodniczył Maksymilian. Podczas drugich obchodów Dnia Katolika w Ulm w 1901 roku przewodniczącym ponownie był Maksymilian.
W 1897 roku Maksymilian reprezentując swego ojca wziął udział w obradach wirtemberskiej Izby Panów. W 1906 roku był już jej pełnoprawnym członkiem. Brał udział w pracach wielu komisji, w tym w komisji krajowej i komisji finansów. Pełnił funkcję sekretarza komisji w zarządzie izby. Był członkiem kapituły Orderu Korony Wirtemberskiej oraz Rycerskiego Orderu Wojennego św. Jerzego.
Po upadku monarchii w 1918 roku oponował przeciwko rozwiązaniu wirtemberskiej Izby Panów. Jego protest został odrzucony. W latach 1919–1945, czyli w okresie kiedy Wirtembergia był jednym z krajów związkowych Republiki Weimarskiej a następnie III Rzeszy Maksymilian próbował działać w związkowym parlamencie. W kwietniu 1930 roku jako głowa rodziny Waldburg wniósł pozew do parlamentu przeciwko rozwiązaniu i podziałowi rodzinnego majątku. Decyzją Najwyższego Trybunału Rzeszy dnia 21 maja 1930 roku w Lipsku pozew został odrzucony. 
Wielką pasją księcia Maksymiliana była hodowla koni. W latach 1901–1933 stał na czele Stowarzyszenia Konia Hodowlanego. W 1933 roku, niechętny nazistom, ustąpił z piastowanego stanowiska. 

## Małżeństwo i potomstwo
Książę Maksymilian 26 lipca 1890 roku ożenił się w Hořín niedaleko Melnik (Czechy) z księżniczką Sidonią Lobkovic (1869-1941). Para miała dziesięcioro dzieci: 
- Franciszek Ludwik (1892-1989), następca Maksymiliana
- Jerzy (1893-1915)
- Fryderyk (1895-1916)
- Maria Anna (1896-1954)
- Maria Zofia (1899-1989)
- Józef (1901-1972)
- Maria Honorata (1902-1980)
- Jan (1904-1966)
- Maria Elżbieta Bona (1904-1993)
- Henryk (1911-1972).